# Zygmunt Malik
Zygmunt Ludwik Karol Malik (ur. 24 marca 1893 w Rytrze, zm. 21 kwietnia 1941 w KL Auschwitz) – major piechoty Wojska Polskiego, kawaler Orderu Virtuti Militari.

## Życiorys
W czasie I wojny światowej walczył w szeregach cesarskiej i królewskiej Armii. Jego oddziałem macierzystym był Pułk Piechoty Nr 20. Na stopień podporucznika został mianowany ze starszeństwem z 1 stycznia 1916 w korpusie oficerów rezerwy piechoty.
Do Wojska Polskiego został przyjęty z byłej c. i k. Armii. 7 maja 1920 na czele 7. i 12. kompanii 1 Pułku Strzelców Podhalańskich wdarł się do północnej części Kijowa i obsadził most na Dnieprze, który bolszewicy chcieli wysadzić w powietrze. 3 maja 1922 został zweryfikowany w stopniu kapitana ze starszeństwem z 1 czerwca 1919 i 759. lokatą w korpusie oficerów piechoty. Do jesieni 1926 pełnił służbę w 1 psp w Nowym Sączu. 3 maja 1926 został mianowany majorem ze starszeństwem z 1 lipca 1925 i 76. lokatą w korpusie oficerów piechoty. W październiku tego roku został przeniesiony do 2 Pułku Piechoty Legionów w Pińczowie na stanowisko dowódcy III batalionu w Staszowie. W kwietniu 1928, w związku z likwidacją III batalionu, został przesunięty na stanowisko dowódcy I batalionu, który także stacjonował w Staszowie. W sierpniu 1929 został przeniesiony do 79 Pułku Piechoty w Słonimie na stanowisko dowódcy batalionu. W marcu 1930 został przesunięty na stanowisko kwatermistrza pułku. W lipcu 1935 został zwolniony z zajmowanego stanowiska i oddany do dyspozycji dowódcy Okręgu Korpusu Nr X. W tym samym roku został przeniesiony w stan spoczynku.

## Ordery i odznaczenia
- Krzyż Srebrny Orderu Wojskowego Virtuti Militari (17 maja 1921)[18][19]
- Krzyż Walecznych (trzykrotnie)[20]
- Signum Laudis Srebrny Medal Zasługi Wojskowej z mieczami na wstążce Krzyża Zasługi Wojskowej (Austro-Węgry)[21]
- Signum Laudis Brązowy Medal Zasługi Wojskowej z mieczami na wstążce Krzyża Zasługi Wojskowej (Austro-Węgry)[21]
- Krzyż Wojskowy Karola (Austro-Węgry)[21]